# Isaria ghanensis
Isaria ghanensis är en svampart som först beskrevs av Samson & H.C. Evans, och fick sitt nu gällande namn av Samson & Hywel-Jones 2005. Isaria ghanensis ingår i släktet Isaria och familjen Cordycipitaceae.   Inga underarter finns listade i Catalogue of Life.